# Venus de Capua

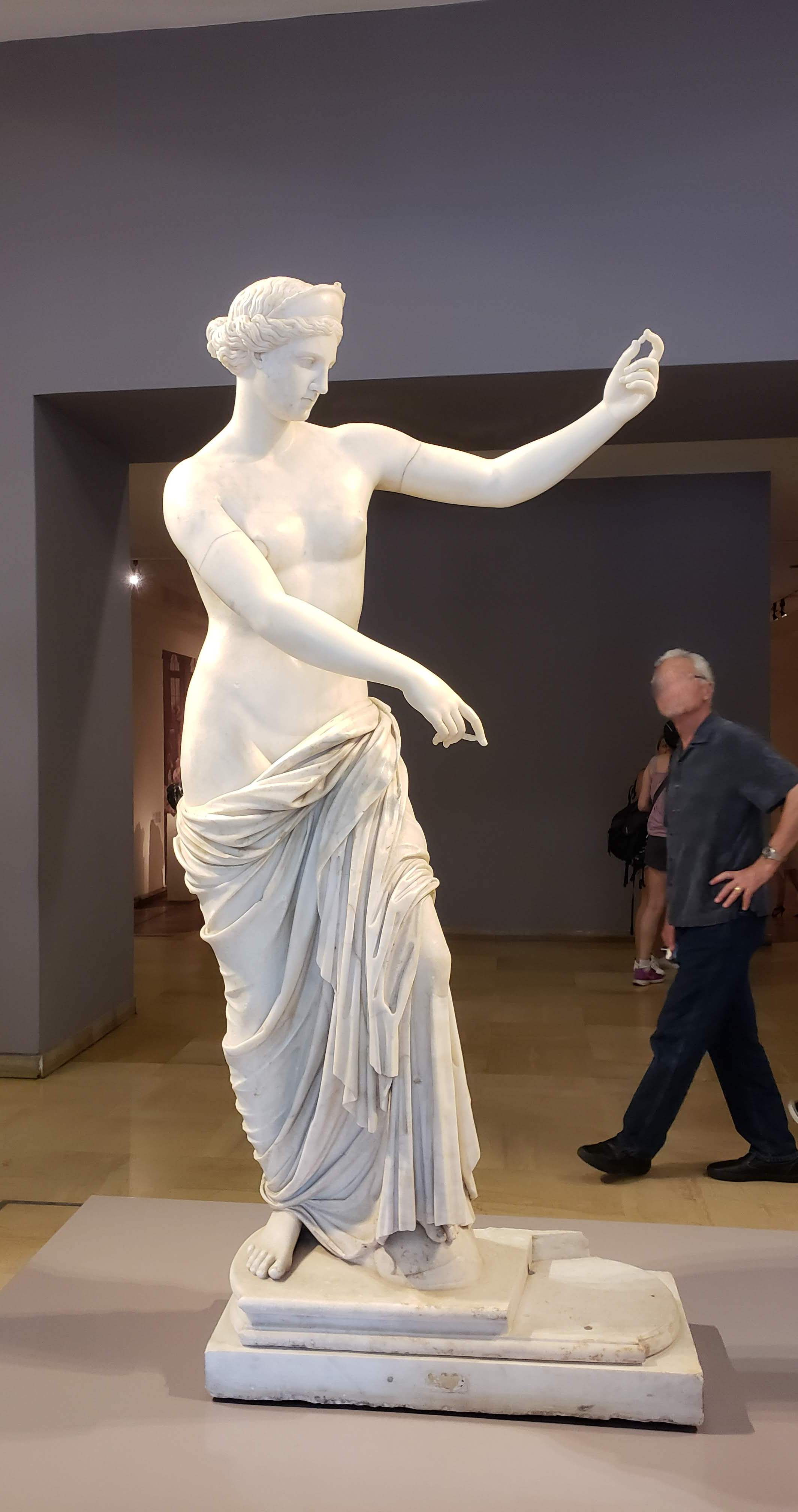
Venus de Capua expuesta en el Museo Nacional de Bellas Artes en Buenos Aires, Argentina a principios de 2019.

La Venus de Capua es una escultura realizada durante el imperio de Adriano (117 a 138 d. C.). Se presume que las Venus de Milo y Capua son copias de una escultura de la diosa Venus (Afrodita) original perdida, atribuida a Lisipo, uno de los grandes escultores de la Grecia clásica.[cita requerida] 
De pie sobre su pierna derecha, con el pie izquierdo apoyado en un casco, la diosa griega Afrodita (Venus, según la mitología romana) está representada semidesnuda. Un himation o manto de rico drapeado cubre la parte inferior del cuerpo, sostenida por la rodilla de la pierna izquierda ligeramente doblada, y resalta la leve torsión del busto. El cabello está dividido en la frente y recogido en la nuca, que adorna una diadema cuyo borde posiblemente estaba decorado con un collar de perlas. En el rostro, de forma ovalada, hay ojos almendrados y labios bien dibujados. La parte superior del cuerpo y la cabeza de Afrodita giran levemente hacia la izquierda, mientras los brazos se elevan para sostener, casi con certeza, el escudo del dios guerrero Ares, donde la diosa se mira a sí misma como si fuera un espejo. En esta figura, la composición armónica del contrapposto se adapta a un cuerpo femenino.

## Contexto artístico
El mito representado ha sido objeto de diversas interpretaciones a lo largo de la historia. Ha sido propuesto[¿por quién?] que esta figura está relacionada con el mito romano de la victoria de Venus sobre Marte, una alegoría del triunfo del amor sobre la guerra. Esta iconografía se refleja en testimonios de la misma época, tanto literarios (la Argonautica, de Apolonio de Rodas) como pictóricos. Existen numerosas representaciones iconográficas presentes en la pintura pompeyana. Esta lectura también puede estar relacionada con la adoración de Venus Vincitrix en Capua, después de que Julio César la convirtiera en una colonia veterana, en el 59 d. C., y la eligiera como la deidad protectora de la ciudad.
Esta versión de Afrodita se encontró en 1750 en el Anfiteatro de Capua en dicha ciudad, donde formaba parte de la decoración arquitectónica. En 1820, se restauraron el paño, los brazos y la nariz. Realizada en mármol, la pieza data del período Adriano y deriva de un original griego en bronce de finales del siglo IV a. C.[cita requerida]
Se exhibe permanentemente en el Museo Arqueológico de Nápoles en Italia.
También se exhibió temporalmente en el Museo Nacional de Bellas Artes de Buenos Aires desde el 15 de noviembre de 2018 hasta el 17 de febrero de 2019 como parte de las relaciones e intercambios culturales entre los Estados italianos y argentinos, en el marco de la Cumbre del G-20 auspiciada por el Gobierno Argentino en la Ciudad de Buenos Aires.